# Babule
Babule – wieś w Polsce położona w województwie podkarpackim, w powiecie mieleckim, w gminie Padew Narodowa.
| SIMC    | Nazwa               | Rodzaj    |
| ------- | ------------------- | --------- |
| 0803041 | Błonie              | część wsi |
| 0803058 | Nadleśnictwo Babule | część wsi |
| 0803064 | Przedmieście        | część wsi |

## Historia
Dobra tabularne Babula Albiny Włodek położone w 1905 roku w powiecie mieleckim Królestwa Galicji i Lodomerii.
W latach 1975–1998 miejscowość administracyjnie należała do województwa tarnobrzeskiego.
Przez miejscowość przepływa niewielka rzeka Babulówka, dopływ Wisły.